# Surya Bahari
Surya Bahari is een bestuurslaag in het regentschap Tangerang van de provincie Banten, Indonesië. Surya Bahari telt 7213 inwoners (volkstelling 2010).